# Penstemon
Penstemon este un gen de plante din familia  Scrophulariaceae.

## Specii
Cuprinde  circa 252 specii.